# Exilisia placida
Exilisia placida är en fjärilsart som beskrevs av Butler 1882. Exilisia placida ingår i släktet Exilisia och familjen björnspinnare. Inga underarter finns listade i Catalogue of Life.